# Marcel Huwyler
Marcel Huwyler (geb. 1968 in Merenschwand) ist ein Schweizer Schriftsteller und Journalist. Er lebt in Lauerz.

## Leben
Nach sieben Jahren als Primarlehrer wechselte Marcel Huwyler in den Journalismus. Fast 25 Jahre lang schrieb er für Magazine Geschichten über seine Heimat und Reportagen aus aller Welt. Im Jahr 2019 veröffentlichte er seinen ersten Kriminalroman Frau Morgenstern und das Böse.
Bei der Figur "Frau Morgenstern" handelt es sich um Violetta Morgenstern, eine pensionierte Lehrerin. Als Profikillerin übt sie sich in kreativer Selbstjustiz und bringt Übeltäter auf oft unkonventionelle Weise um. Die herzerfrischend-bösartige Roman-Reihe um die Pensionärin umfasst bisher sechs Fälle.
Im Jahr 2022 schuf Huwyler die Krimifigur "Eliza Roth-Schild". Unternehmergattin und Lebedame Eliza Roth, geborene Schild, ist nach dem Tod ihres Mannes bankrott und steht vor dem Nichts. Um ihren Lebensunterhalt zu bestreiten, nimmt sie bezahlte Aufträge entgegen und begibt sich als selbsternannte Agentin in die Welt der Wirtschaftsspionage.

## Werke
Reihe Frau Morgenstern
- Frau Morgenstern und das Böse. Grafit, Köln 2019, ISBN 978-3-89425-628-9.
- Frau Morgenstern und der Verrat. Grafit, Köln 2020, ISBN 978-3-89425-756-9.
- Frau Morgenstern und die Verschwörung. Grafit, Köln 2021, ISBN 978-3-89425-778-1.
- Frau Morgenstern und die Flucht. Grafit, Köln 2022, ISBN 978-3-98659-002-4.
- Frau Morgenstern und der Abgrund. Grafit, Köln 2023, ISBN 978-3-98659-014-7.
- Frau Morgenstern und das Vermächtnis. Grafit, Köln 2024, ISBN 978-3-98659-022-2.

Reihe Eliza Roth-Schild
- Das goldene Taschenmesser. Atlantis, Zürich 2022, ISBN 978-3-7152-5008-3.
- Der lila Seeteufel. Atlantis, Zürich 2023, ISBN 978-3-7152-5507-1.
- Der rote Spatz. Atlantis, Zürich 2024, ISBN 978-3-7152-5517-0.

Reihe Herr Wälti
- Der Herr Wälti. Atlantis, Zürich 2025, ISBN 978-3-7152-5531-6.

Einzelwerk
- Heilige Streiche. Atlantis, Zürich 2022, ISBN 978-3-7152-5023-6.